# Methylglycol
Methylglycol (Ethylenglycolmonomethylether (EGMM), 2-Methoxyethanol) ist eine farblose, angenehm riechende Flüssigkeit aus der Gruppe der Glycolether, die als Lösungsmittel für Lacke, Farben und Harze eingesetzt wurde.

## Gewinnung und Darstellung
Es bildet sich als Nebenprodukt in großen Mengen bei der Herstellung von Hydroxyethylmethylcellulose (HEMC), das aus alkalisierter Cellulose mit Ethylenoxid und Methylchlorid in einer „Eintopfreaktion“ hergestellt wird.

## Eigenschaften

### Physikalische Eigenschaften
Ethylenglycolmonomethylether ist eine entzündliche, luftempfindliche farblose Flüssigkeit mit angenehmem Geruch. Der Siedepunkt liegt bei Normaldruck bei 124 °C. Die Dampfdruckfunktion ergibt sich nach Antoine entsprechend log10(P) = A−(B/(T+C)) (P in bar, T in K) mit A = 5,06386, B = 1853,556 und C = −30,838 im Temperaturbereich von 329 bis 396 K. Die Verbindung ist mit Wasser in jedem Verhältnis mischbar. Es bildet mit 84,7 % Wasser ein konstant bei 99,9 °C siedendes Azeotrop. Mit 75 % Toluol erhält man ein konstant bei 105,9 °C siedendes Azeotrop.

### Chemische Eigenschaften
Glycolmonoalkylether verhalten sich inert gegenüber Leichtmetallen wie Aluminium oder Magnesium. Am Siedepunkt ist jedoch eine langsame oberflächliche Korrosion zu beobachten.

### Sicherheitstechnische Kenngrößen
Ethylenglycolmonomethylether bildet entzündliche Dampf-Luft-Gemische. Die Verbindung hat einen Flammpunkt bei 39 °C. Der Explosionsbereich liegt zwischen 2,5 Vol.‑% (80 g/m3) als untere Explosionsgrenze (UEG) und 20 Vol.‑% (630 g/m3) als obere Explosionsgrenze (OEG). Der untere Explosionspunkt beträgt 35 °C. Die Grenzspaltweite wurde mit 0,81 mm bestimmt. Es resultiert damit eine Zuordnung in die Explosionsgruppe IIB. Die Zündtemperatur beträgt 285 °C. Der Stoff fällt somit in die Temperaturklasse T3.

## Verwendung
Bis in die 1980er wurde Ethylenglycolmonomethylether als Lösemittel für Lacke und Farben, als Lösemittel bei der Leiterplattenherstellung und für die Färbung von Leder verwendet. Es war in industriellen Lackreinigern und Reinigungsmitteln für Oberflächen enthalten und diente zur Herstellung von ofentrocknenden Industrielacken. Es wurde industriell durch andere ähnliche Lösemittel ersetzt, z. B. durch Methoxypropanol.

## Sicherheitshinweise
Methylglycol hat vor allem eine toxische Wirkung auf das Keimepithel des Hodens und die embryonalen und fetalen Gewebe in der Gebärmutter. Methylglycol hat somit eine teratogene Wirkung.
Nach dem Bekanntwerden der fruchtschädigenden Wirkung dieses Stoffes hat ein Substitutionsprozess stattgefunden, der dazu geführt hat, dass dieses Lösungsmittel für Lacke in Konsumprodukten nicht mehr und in Industrielacken nur noch in geringen Mengen verwendet wird.